# Rosa Serra

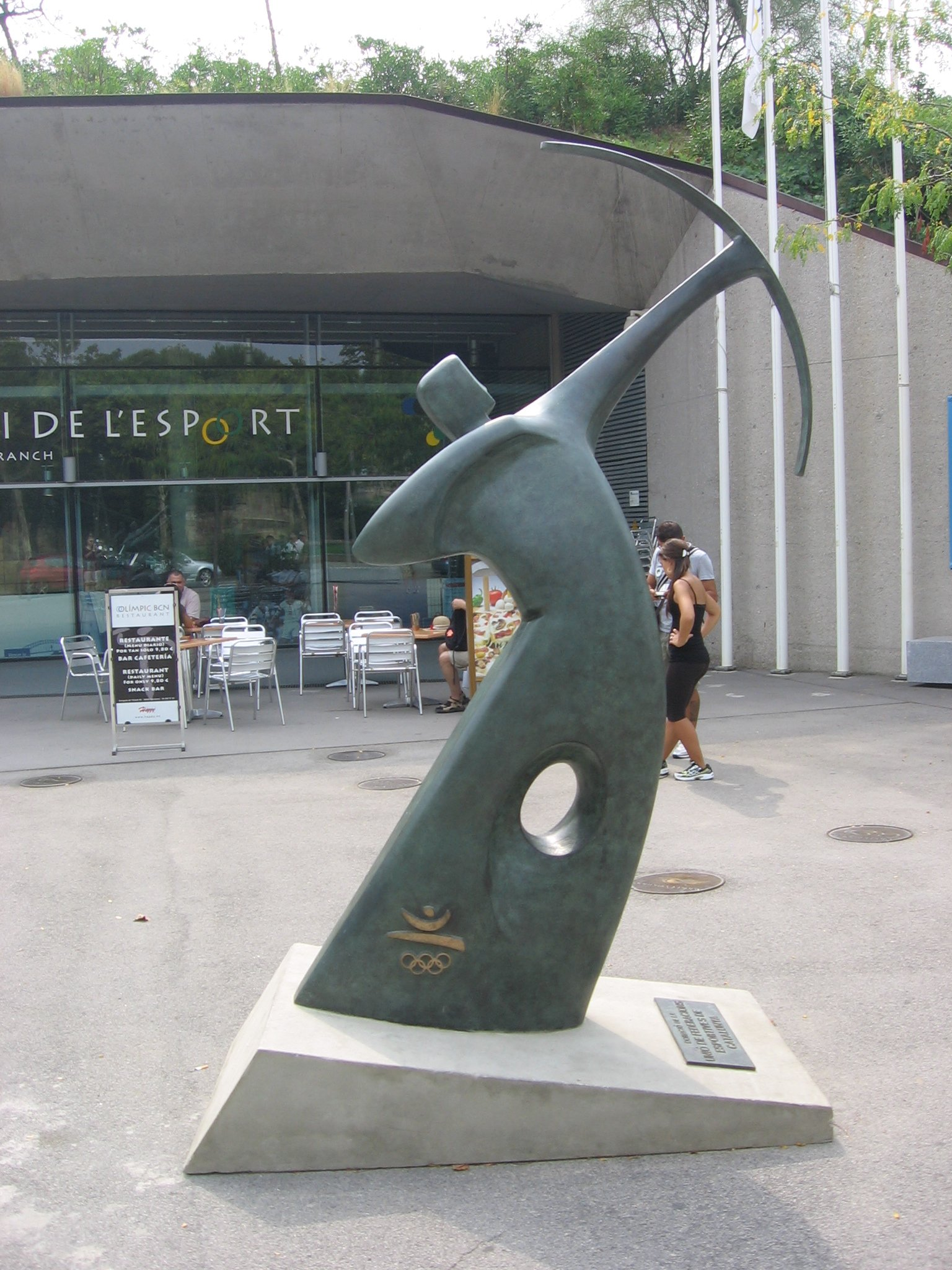
Arquero olímpico (2012), Avenida del Estadio.

Rosa Serra i Puigvert (Vich, 1944) es una escultora española.

## Biografía
Pertenece a la generación que impuso una ruptura en la escultura olotina. Su descubrimiento de la figura tridimensional la condujo a acercarse a las realizaciones de Lluís Curós, su primer maestro. En 1952 se trasladó a Olot, donde actualmente trabaja y reside. En 1970 entró en la academia de Lluís Carbonell, donde estudió dibujo y pintura, y dos años después entró en la Escuela de Bellas Artes de Olot, donde durante tres años estudió dibujo, cerámica y grabado. 
Hizo su primera exposición individual en Barcelona en 1972, y desde 1973 se dedicó a la escultura. En 1976 recibió el premio Escultura en la III Bienal de Bilbao. En 1985 el Comité Olímpico Internacional le encargó una serie de esculturas para los Juegos Olímpicos de Seúl de 1988. Ha hecho esculturas de temática deportiva para los Juegos Olímpicos de Barcelona de 1992, y el año 2000 la empresa Nike le encargó una estatua de Tiger Woods para Oregón. También es autora de la Suite Olympique de la sede del COI en Lausana y de diversas piezas situadas en el Olimpic Park de Seúl y en el Comité Olímpico de Asia, en Kuwait. 
En 2008 recibió la Cruz de Sant Jordi de la Generalidad de Cataluña.